# Выру
Вы́ру (эст. Võru, выр. Võro, нем. Werro, до 1917 г. рус. Верро, рус. Вёру) — город в уезде Вырумаа, Эстония. Административный центр волости Выру. До 1 января 2018 года — административный центр Вырумаа.

## География
Выру расположен на плоскогорье древней долины на крайнем юго-востоке Эстонии, на северо-восточном берегу озера Тамула. Расстояние до Таллина — 215 километров, до Тарту — 57 километров. Площадь города — 14,01 км².

## Население

### Данные переписи 2021 года
По данным переписи населения Эстонии 2021 года, в городе проживали 11 865 человек, из них мужчины составляли 45,9 % (5441 чел.), женщины — 54,1 % (6424 чел.) Доля населения в возрасте 65 лет и старше составляла 23,4 % (2776 чел.), доля населения младше 17 лет — 18,1 % (2151 чел.).
Из общего числа жителей эстонцев — 11 042 человека (93,06 % населения города), русских — 599 человек (5,05 % или 0,19 % всех русских Эстонии).
Доля граждан Эстонии составляла 97,52 % (11 571 чел.), граждан России — 0,01 % (136 чел.), лиц без гражданства — 0,005 % (58 чел.).

## История города

### Археологические находки
Старейшая археологическая находка на нынешней территории города Выру — это случайно найденный женский череп, относящийся к среднему каменному веку (датируемый примерно 4000 годом до н. э.).
В 1943 году на месте древнего поселения Тамула был найден старейший клад, в котором находились интересные подвески из янтаря и костяные предметы. В получасе ходьбы от центра города, через парк по прекрасному подвесному мосту можно добраться до городища Тамула.
Первые упоминания о городище Кирумпяэ, которое было воздвигнуто для защиты восточной границы Дерптского епископства, происходят с 1322 года. Вокруг каменного городища возникло обширное поселение торговцев и ремесленников Кирумпяэ. Современный город Выру расположен в километре к югу от развалин поселения Кирумпяэ, окончательно уничтоженного во время очередной русско-шведской войны в 1656 году.
Кирумпяэ была истоптанной войнами землёй, городище и прилежащие к нему земли принадлежали то Ливонскому ордену, то России, то Польше. При власти Польши, а именно с 1590 года, появляются и первые упоминания о соседнем с городищем владении — мызе Веррохоф (Weremoisa, нем. Werrohof). После Северной войны, когда началось т. н. русское время, правившая тогда царица Елизавета Петровна подарила часть местных владений графу А. П. Бестужеву-Рюмину. Затем земли Кирумпяэ продавали и покупали. Когда ими владела семья Мюллер, поместье досталось одной из дочерей. Затем оно было продано фон Менгдену, у которого, в свою очередь, поместье Веррохоф выкупили в государственную казну за 57 тысяч рублей (по курсу 18 граммов серебра за рубль это составляет 1026 кг серебра, что равнозначно подушной подати за 57 тысяч крестьян), для вновь основанного уездного центра.

### Основание города

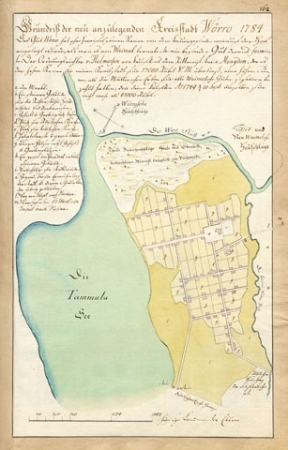
План города Выру 1784 года

В 1783 году, по распоряжению царицы Екатерины II, из южной и юго-восточной части Дерптского уезда был создан новый уезд, центром должно было стать государственное поместье Вана-Койола (Киррумпях-Койкюль). Через некоторое время Екатерина II дала разрешение генерал-губернатору Георгу фон Броуну на покупку частного поместья Верро для строительства города. С этого времени и начинается история собственно Выру, поскольку ни историческое поселение Тамула, ни форт Кирумпяэ нельзя считать непосредственными предшественниками современного города. Главное здание поместья в перестроенном виде сохранилось до наших дней.
Официальной датой основания Выру принято считать 21 августа 1784 года, когда генерал-губернатор Лифляндии подписал в Риге указ об образовании нового города с сообщением, что местонахождением воздвигаемого города будет мыза Веррохоф (нем. Werrohof, эст. Võru mõis, Võrumõis) на северо-восточном берегу озера Тамула и город будет носить её название. Екатерина II лично утвердила герб нового города и в 1785 году его план, предусматривавший прямоугольную сеть улиц. Об императрице напоминают лютеранская церковь св. Екатерины (1793), на которую самодержица пожертвовала 28 тысяч рублей серебром и православный храм великомученицы Екатерины (1804), оба в стиле раннего классицизма. В городе также есть аллея Катарины, на которой в 2014 г. установлен памятник Екатерине II работы скульптора Яака Соанса в ознаменование 230-летия указа об основании города.
В 1785 году в городе поселились первые десять семей, была открыта аптека. Историческая сеть улиц сохранилась до наших дней, в старой застройке доминируют одноэтажные деревянные дома, являющиеся неповторимой ценностью и своеобразием города. Лютеранская (1793) и православная (1804) церкви напоминают первые годы города, обе посвящены святой Екатерине (небесной покровительнице императрицы). По ревизии 1835 года в Верро числилось 1025 жителей. Город был известен в Лифляндии своими частными пансионами. В 1808—1811 гг. в пансионе Бринкмана учился Вильгельм Кюхельбекер, в 1835—1837 гг. в пансионе Крюммера — другой русский поэт, Афанасий Фет.
По переписи 1897 года в Верросском уезде проживало около 97 000 жителей, из коих евреев 321, в том числе в городе Верро жителей 4 152, евреев 258.

### Новое время
В 1940 году вошёл в состав СССР.

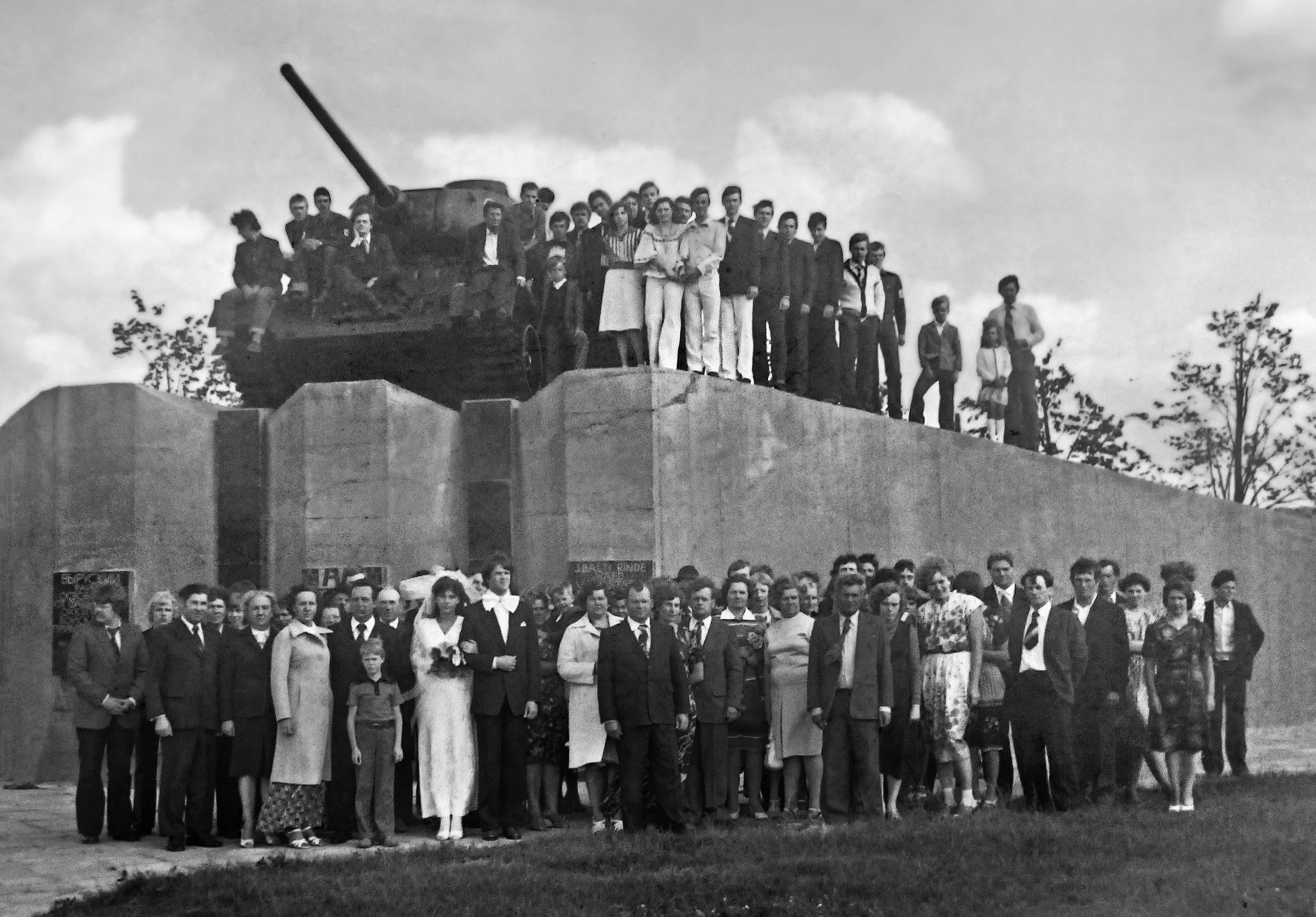
Мемориал Т-34 в Выру (в настоящее время не существует)

В ходе Великой Отечественной войны 10 июля (по другим данным, 8 июля) 1941 года был оккупирован немецкими войсками.
Освобождён 13 августа 1944 года войсками 3-го Прибалтийского фронта в ходе Тартуской операции:
- 67-я армия — 43-я стрелковая дивизия (генерал-майор Борисов Пётр Васильевич) 122-го стрелкового корпуса (генерал-майор Мартынчук Николай Моисеевич)[23][24].

С 16 по 17 сентября 1944 года в Выру проходила сессия Верховного совета Эстонской ССР.
Во время войны в центре Выру сгорело несколько кварталов, было разрушено около 90 домов. Первый советский генеральный план города был готов в 1945 году (архитектор Х. Кувасто). Второй генеральный план был составлен в 1971 году (не утверждён) и третий, как корректура первого, — в 1974 году (архитектор Р. Рийтсаар).
В честь войск 3-го Прибалтийского фронта и 35-летия освобождения в Выру 11 августа 1979 открыт Мемориальный ансамбль «Танк Т-34». В советские времена возле мемориала любили фотографироваться молодожёны. После распада Советского Союза танк был снят с постамента, затем мемориал был разрушен.
В 1950—1991 годах был центром Выруского района.
В Выру с 1928 года расположена военная база эстонской армии.

## Экономика
Важнейшими отраслями экономики города являются промышленность, сельское хозяйство и туризм.
Объём промышленного производства (на предприятиях с более чем 20 работниками) в 2005 году составил 1,8 млрд крон.
Основная отрасль — деревообрабатывающая и мебельная промышленность. Оборот крупных предприятий отрасли в 2005—2006 гг. (млн. крон):
- Toftan AS (производство пиломатериалов) — 358—436
- GM Panels OÜ (производство древесно-стружечных и древесноволокнистых плит) — 115—124
- Wermo AS (производство мебели) — 108—85
- Antsla-Inno AS (производство мебели) — 232—230

В 2020 году (млн евро):
- Toftan AS — 72,084
- Wermo AS — 4,195
- Antsla-Inno AS — 16,841

Предприятие GM Panels OÜ было ликвидировано в 2012 году.

## Транспорт
Через Выруский уезд проходит самая длинная в Эстонии шоссейная дорога, соединяющая столицу с пограничным пунктом Лухамаа, международные коридоры Via Estica, шоссе Рига — Псков и железная дорога Рига — Санкт-Петербург. Расстояние до Тартуского аэропорта — 63 км.

## Образование
Выруский центр профессионального образования даёт образование по специальностям техники, туризма и гостеприимства, общественного питания, гостиничного хозяйства, торговли и предпринимательства.

## Достопримечательности
- Памятник Фридриху Рейнгольду Крейцвальду и парк его имени на берегу озера Тамула. Этого эстонского литератора, просветителя, врача и общественного деятеля считают основоположником эстонской литературы. Именно он собрал воедино эстонские народные сказания, которые после художественной обработки составили национальный эпос «Калевипоэг» («Сын Калева»)[13].
- Подвесной мост в северной части озера Тамула, соединяющий Выру с островком Роозисаар.
- Место древней стоянки периода каменного века в районе подвесного моста к островку Роозисаар.
- Музей Фридриха Рейнгольда Крейцвальда.
- На северной окраине города Выру на высоком берегу реки находятся руины каменного замка Кирумпя.
- Церковь Святой Екатерины — лютеранская церковь, освящённая 24 июля 1793 г. и построенная на средства (28 тысяч рублей), пожертвованные императрицей Екатериной II. Возводилась в 1788—1793 годах. Имеет однонефное строение в стиле раннего классицизма с большими арочными окнами спроектировал, предположительно, архитектор Кристоф Хаберланд. При реконструкции в 1879 году шпиль получил новый кивер и часы с четырёх сторон башни. Единственное украшение внутреннего убранства церкви — алтарная живопись «Христос на кресте» (1855)[13].
- Храм Святой Екатерины Великомученицы Эстонской апостольской православной Церкви, построен в 1804 году по проекту архитектора Маттиаса Шонса (М. Schons). Плотницкими работами руководил местный житель Иоганн Карл Отто. Здание имеет простую прямоугольную планировку, внутри сохранилось множество икон и иконостас начала XIX века[13].
- В 1996 г. рядом с лютеранской церковью был воздвигнут монумент в память погибших при кораблекрушении парома «Эстония» 28 сентября 1994 г. жителей города, направлявшихся в шведский город-побратим Ландскрону. Автор памятника — Мати Кармин.
- В 2014 году на Екатерининской аллее (эст. Katariina allee) был установлен памятник императрице Екатерине II[28].

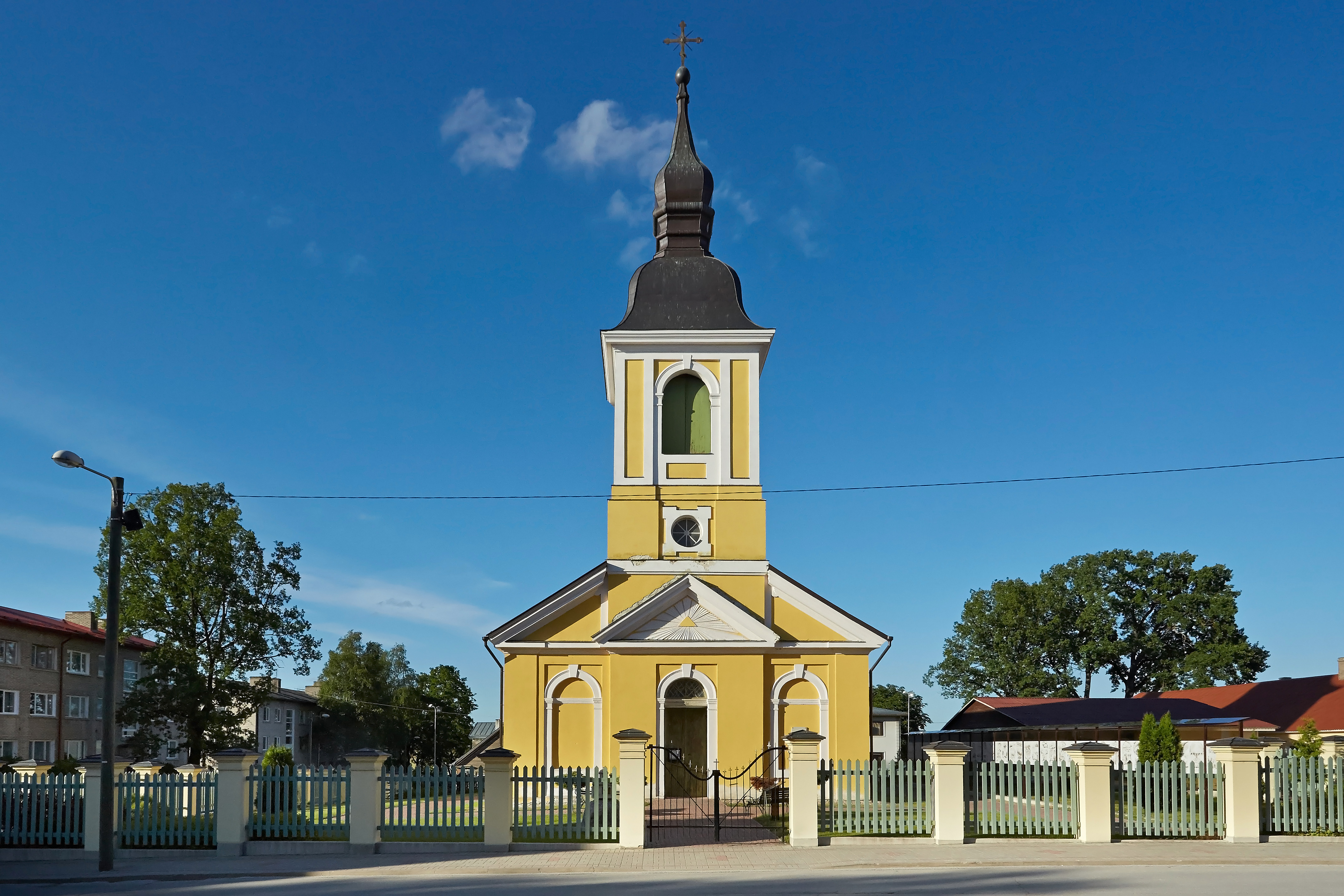
Выруская православная церковь Св. Великомученицы Екатерины
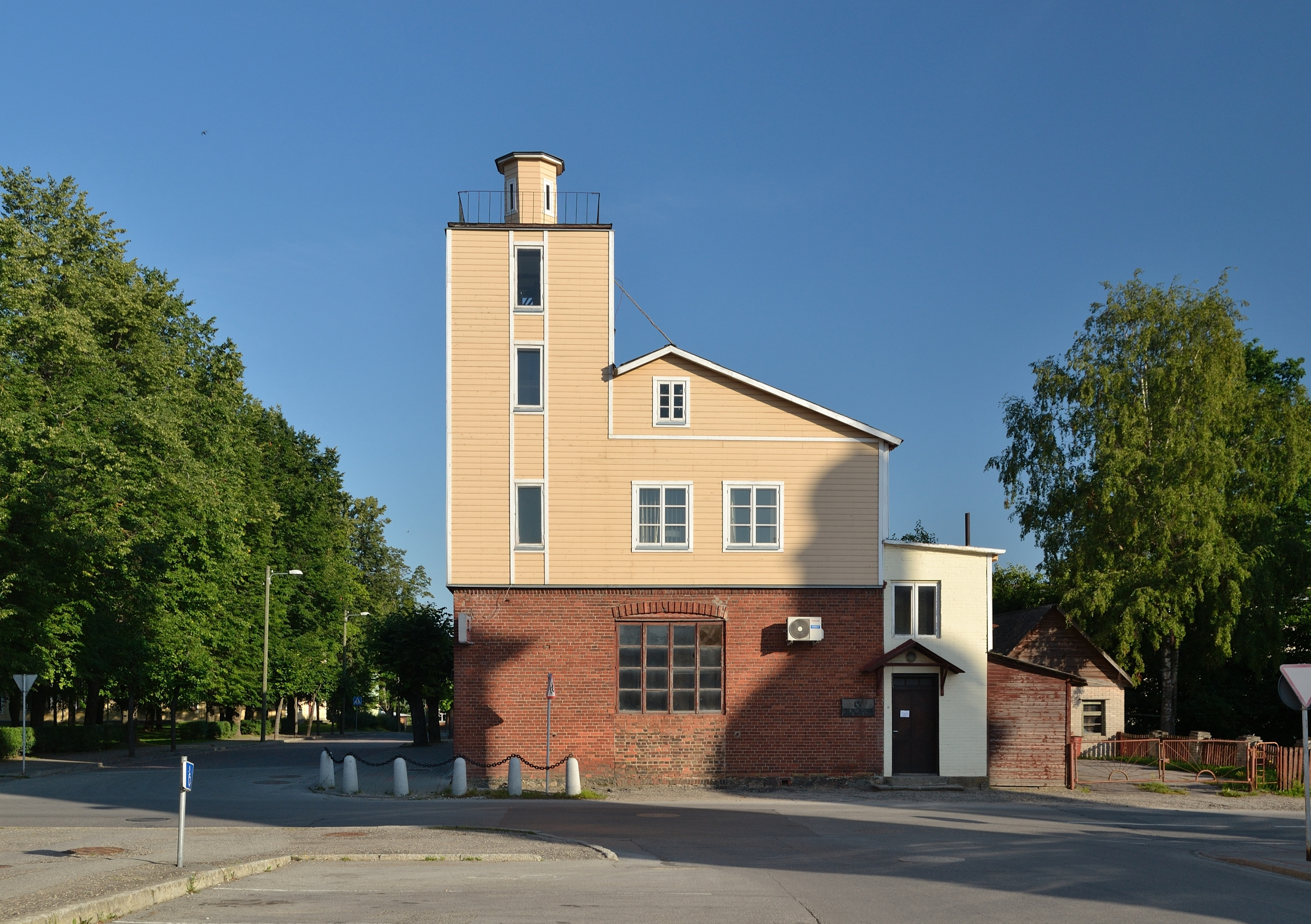
Бывшее здание пожарной части Выру
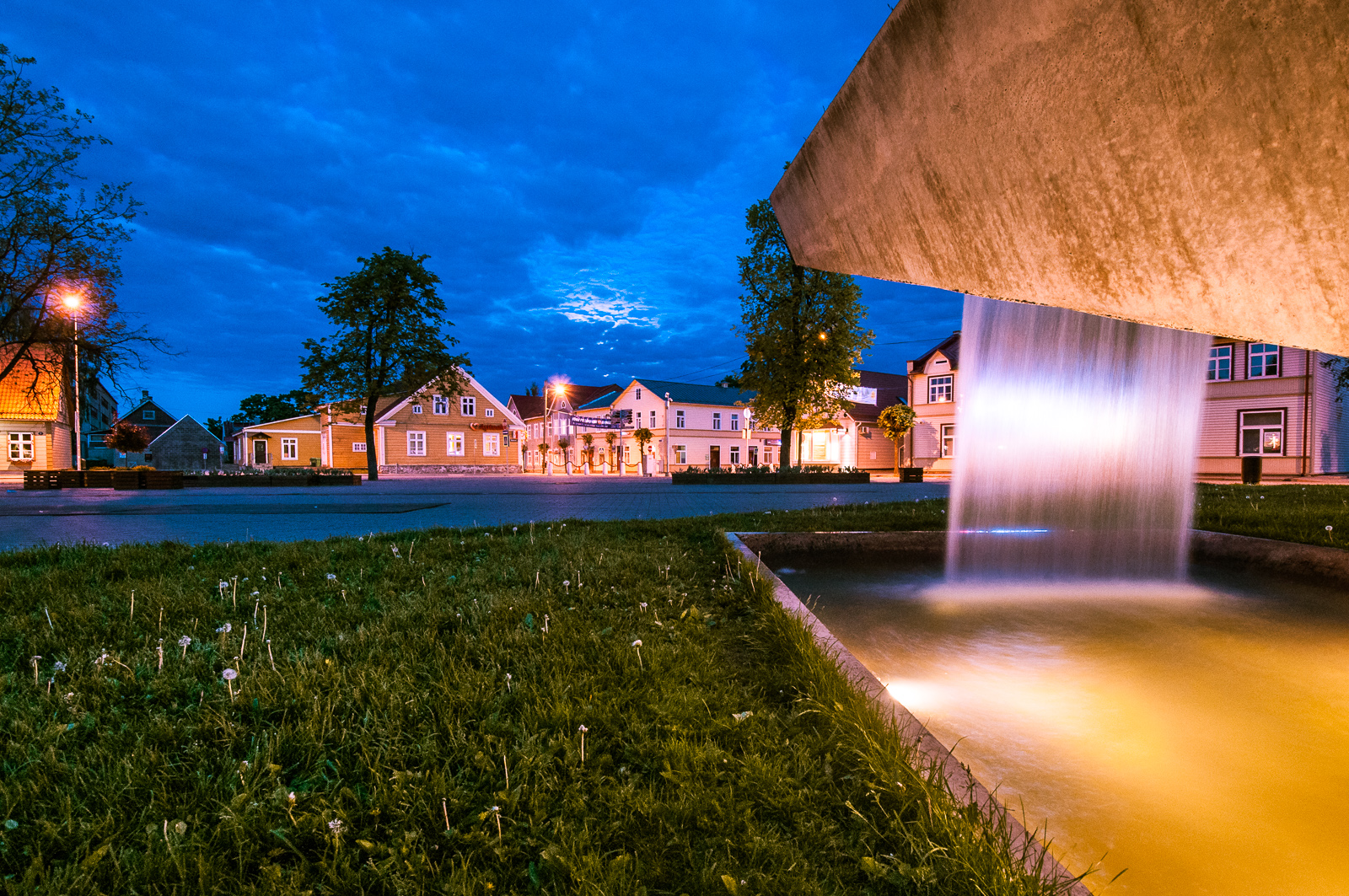
Центр Выру ночью
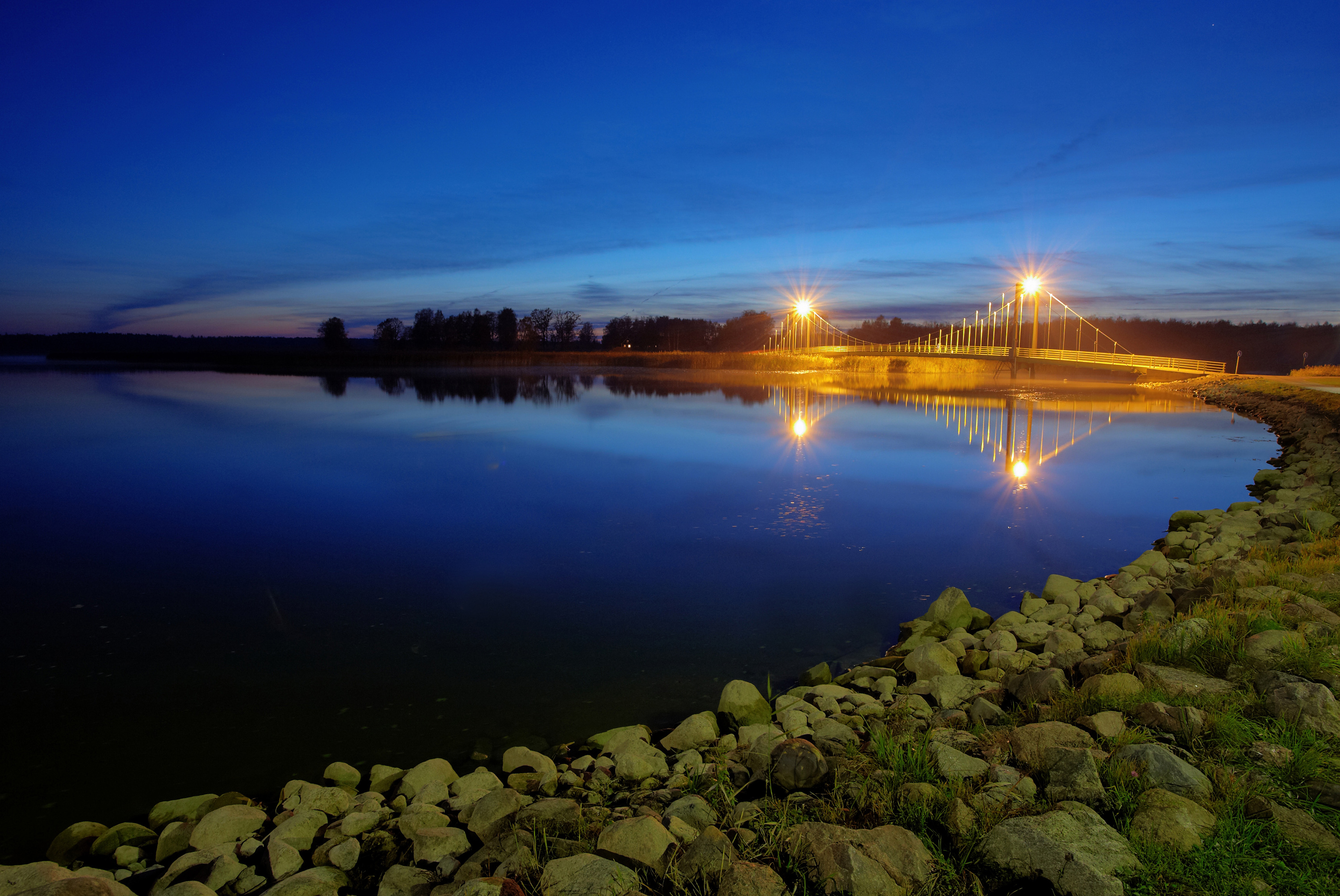
Подвесной мост Роозисаар в Выру
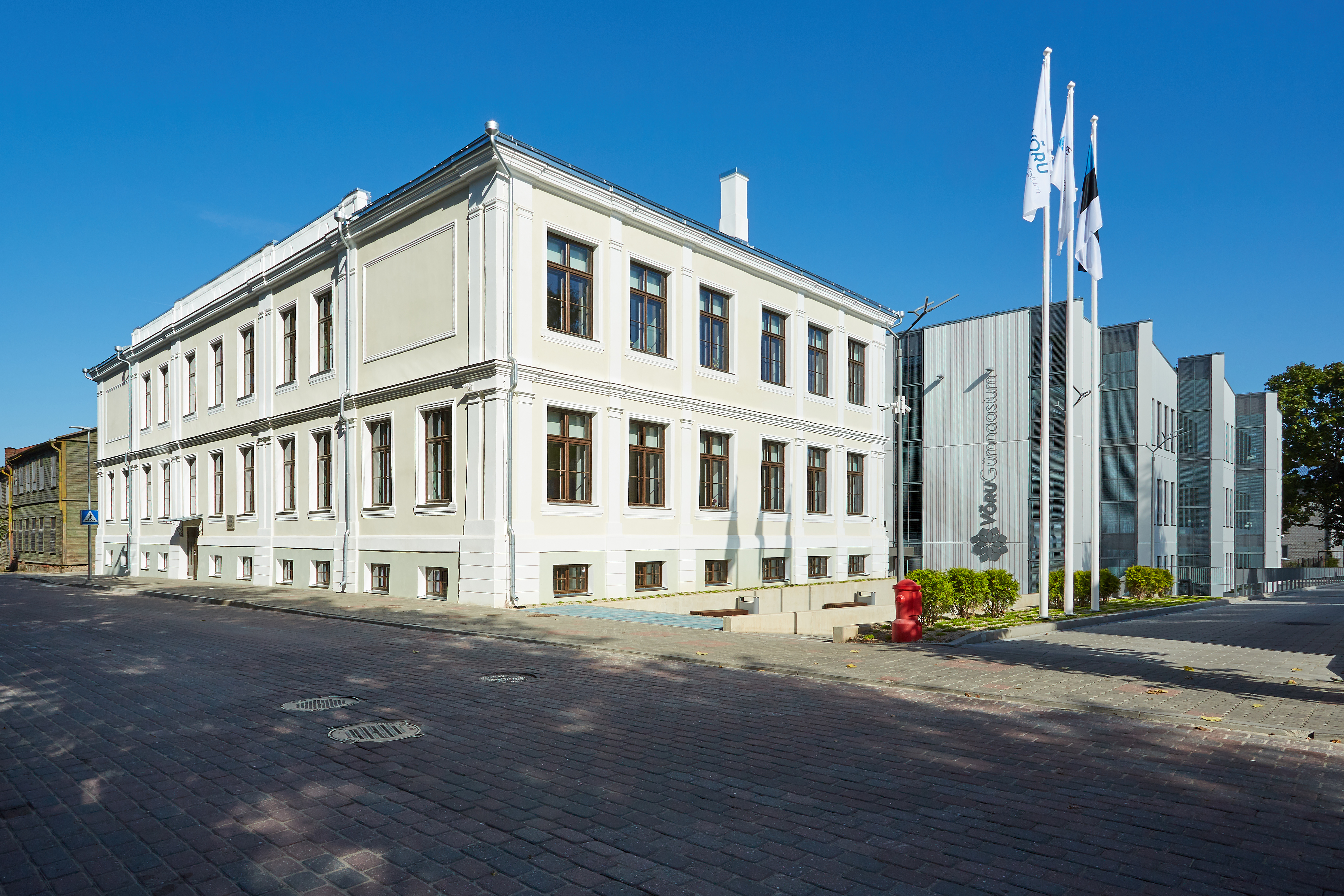
Гимназия Выру
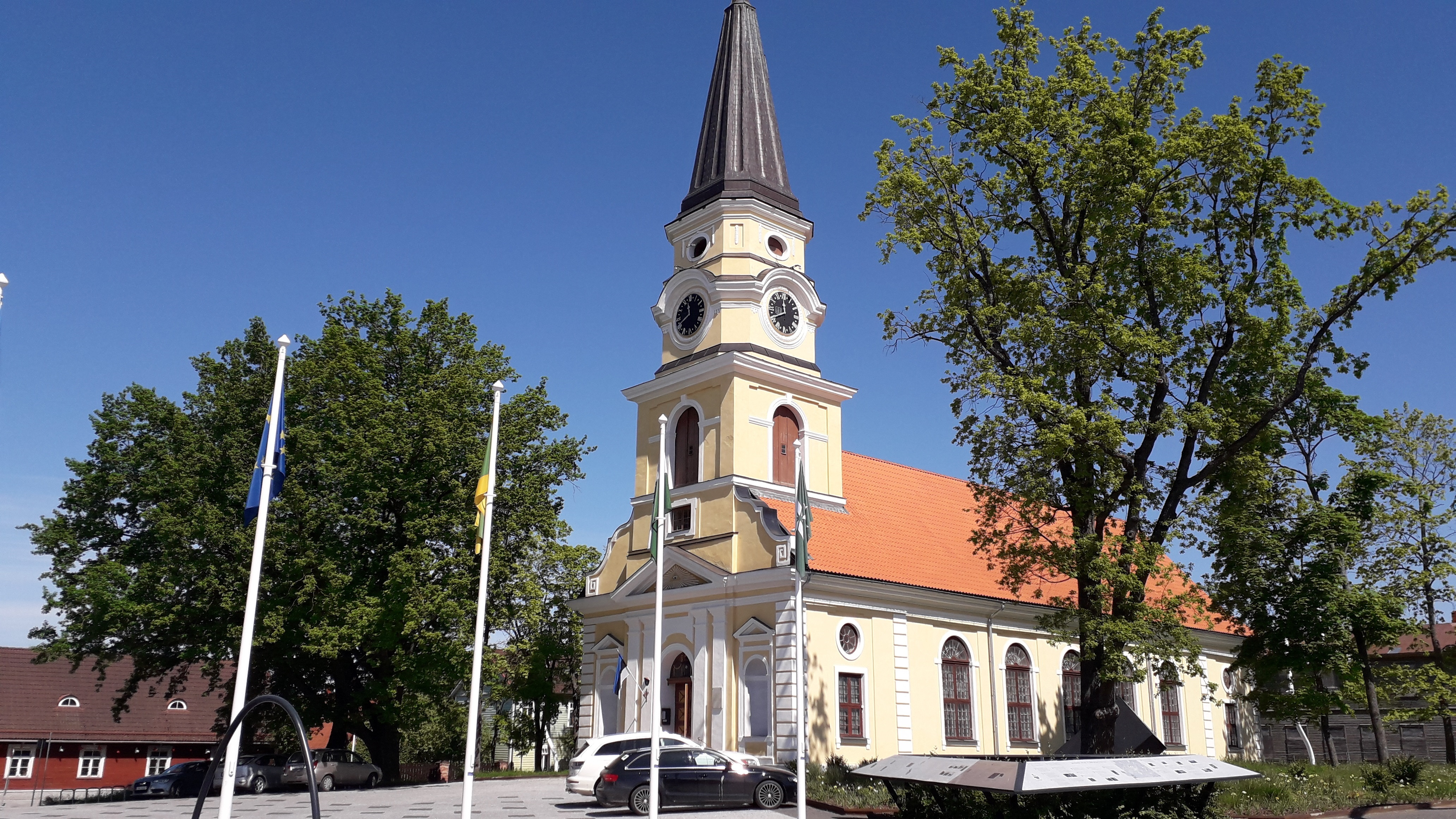
Церковь Святой Екатерины
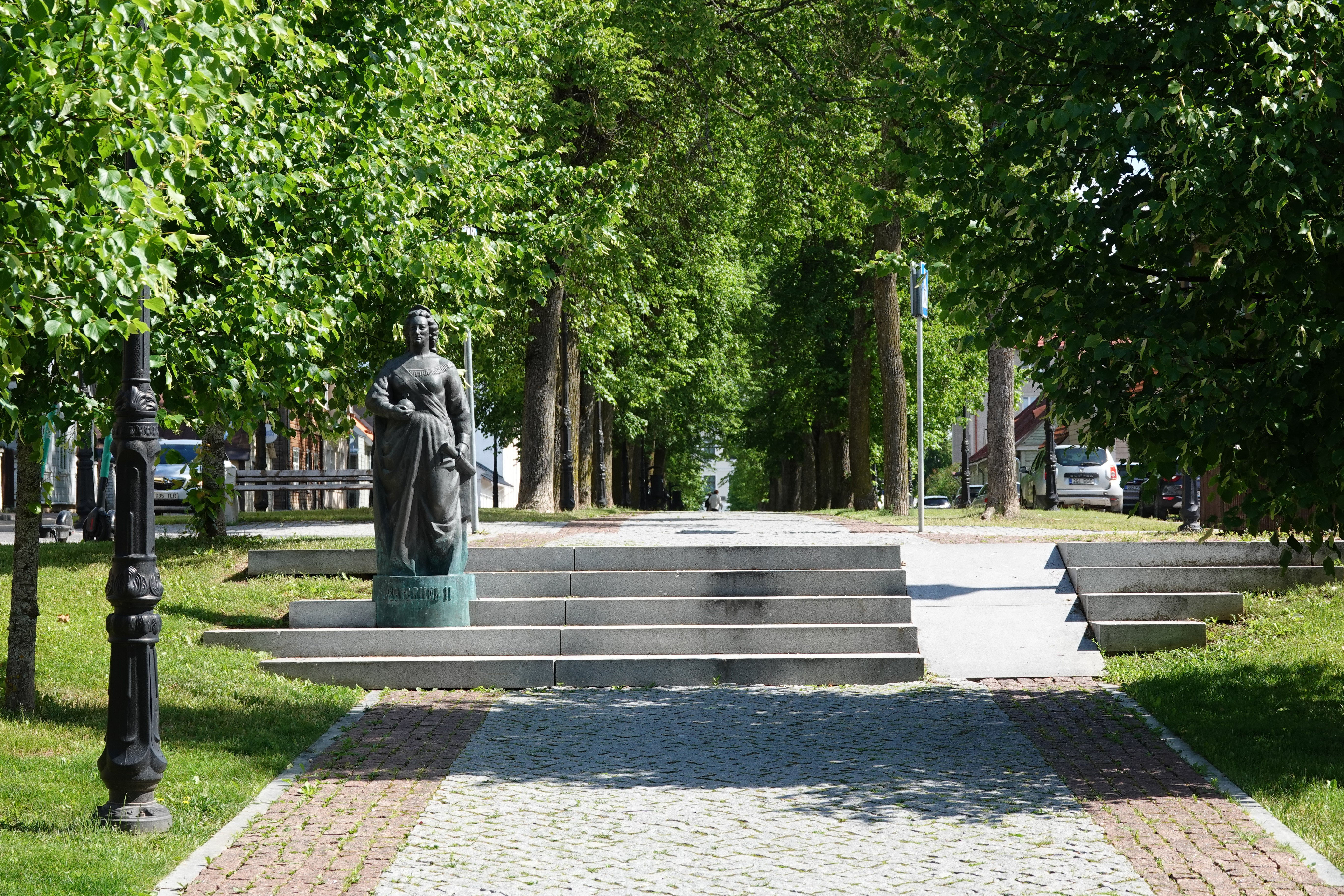
Памятник Екатерине II

## Известные уроженцы
- Эрки Ноол — Олимпийский чемпион в десятиборье, эстонский политик.
- Алар Сикк[эст.] — первый эстонский альпинист, взошедший на Джомолунгму.
- Анти Саарепуу — эстонский лыжник, участник двух Олимпийских игр.
- Хейки Тролла — художник[29][30].
- Уку Сувисте — певец и музыкант.